# Відозва української інтелігенції з приводу спорудження пам'ятників російській цариці Катерині
Відозва української інтелігенції з приводу спорудження пам'ятників російській цариці Катерині прийнята представниками української інтелігенції стосовно намірів місцевої влади Одеси та Сімферополя спорудити пам'ятники російській імператриці Катерині ІІ.
Автори відозви висловлювали обурення фактом спорудження в країні пам'ятника російській імператриці, «вся діяльність якої стосовно України була спрямована на ліквідацію української автономії і нагадує хроніку окупації».
Автори відозви звернулися до всіх співвітчизників, українців світу із закликом не дозволити «забруднити нашу землю символами нашої неволі».
Відозва вперше опублікована 27 серпня 2007 року на сайті Конгресу українських націоналістів. Відозву було опубліковано також в газетах «Нація і держава», «Літературна Україна», «Українське слово» та в інших друкованих і електронних засобах масової інформації.
Заклик провідних українських вчених, літераторів, митців викликав великий резонанс і знайшов підтримку багатьох громадян не лише з України.

## Відозву підписали
1. Дмитро Павличко, Герой України, письменник;
2. Іван Драч, Герой України, голова Конгресу Української інтелігенції;
3. Михайло Горинь, почесний голова Української Всесвітньої Координаційної Ради;
4. Аскольд Лозинський, президент Світового Конґресу Українців;
5. Олексій Івченко, голова Конгресу Українських Націоналістів;
6. Микола Плав'юк, останній Президент УНР в екзилі, голова Організації Українських Націоналістів;
7. Євген Сверстюк, доктор філософії, головний редактор газети «Наша віра»;
8. Іван Марчук, народний художник України, лауреат Національної премії імені Т. Шевченка, член Міжнародно академії сучасного мистецтва «Рим»;
9. Левко Лук'яненко;
10. Володимир Мулява, духовний гетьман українського козацтва, генерал-майор ЗС України у відставці;

та інші (всього 117 осіб)